# María Natividad Venegas de la Torre
María Natividad Venegas de la Torre, H.S.C.J., řeholním jménem Marie od Ježíše v Nejsvětější svátosti (8. září 1868 Zapotlanejo – 30. července 1959 Guadalajara) byla mexická římskokatolická řeholnice, zakladatelka a členka kongregace Dcer Nejsvětějšího Srdce Ježíšova. Katolická církev ji uctívá jako světici.

## Život
Narodila se dne 8. září 1868 v Zapotlaneju v Jaliscu jako poslední z dvanácti dětí. Její matka zemřela, když jí bylo šestnáct let, pročež její rodina trpěla finančními potížemi. Její otec zemřel, když jí bylo devatenáct, načež se jí ujala její teta z otcovy strany. Již během dospívání trávila čas výukou náboženství a péčí o chudé.
Na svátek Neposkvrněného početí v roce 1898 se připojila ke Sdružení dcer Marie. Později utvořila malou skupinu žen, které se věnovaly pomoci nemocným a jiným dobročinným aktivitám. Vystřídala několik povolání, jako zdravotní sestra, účetní nebo lékárnice. V roce 1910 složila soukromé řeholní sliby.
Založila novou ženskou řeholní kongregaci Dcer Nejsvětějšího Srdce Ježíšova a dne 25. ledna 1921 se stala její generální představenou. Stanovy jí založené kongregace byly schváleny v roce 1930. Pracovala na zřízení sídla pro svoji kongregaci a musela čelit protikatolickému pronásledování během války kristerů. V tohoto období pokračovala v provozování nemocnice Sagrado Corazón a její kongregace se poté nadále rozrůstala. Jí založená kongregace se kromě služby v nemocnici věnovala péči o chudé a také pracovala pro potřeby kněží a seminaristů.
Zemřela dne 30. července 1959 v Guadalajaře, kde jsou její ostatky uchovávány v nemocnici Sagrado Corazón.

## Úcta
Její beatifikační proces započal dne 19. června 1980, čímž obdržela titul služebnice Boží. Dne 13. května 1989 ji papež sv. Jan Pavel II. podepsáním dekretu o jejích hrdinských ctnostech prohlásil za ctihodnou. Dne 6. července 1991 byl uznán první zázrak na její přímluvu, potřebný pro její blahořečení.
Blahořečena pak byla dne 22. listopadu 1992 v bazilice sv. Petra papežem sv. Janem Pavlem II. Dne 26. března 1999 byl uznán druhý zázrak na její přímluvu, potřebný pro její svatořečení. Svatořečena pak byla dne 21. května 2000 na Svatopetrském náměstí papežem sv. Janem Pavlem II.
Její památka je připomínána 30. července. Bývá zobrazována v řeholním oděvu.